# Bo André Namtvedt
Bo André Namtvedt (* 6. Februar 1967 in Florvåg, Hordaland) ist ein ehemaliger norwegischer Radrennfahrer und nationaler Meister im Radsport.

## Sportliche Laufbahn
Namtvedt hatte 1988 einen ersten internationalen Erfolg mit dem Sieg im Eintagesrennen Seraing–Aachen–Seraing. Er gewann die nationale Meisterschaft im Mannschaftszeitfahren mit Torjus Larsen, Terje Hordnes und Pål Hisdal. 1991 holte er den Titel erneut. 1996 gewann er den Titel mit Vegard Øverås Lied und Bjørn Stenersen.  
1989 wurde er Berufsfahrer im Radsportteam AD Renting und blieb bis 1997 als Radprofi aktiv. Den nationalen Titel im Straßenrennen der Profis gewann er 1991 und 1995. In der Norwegen-Rundfahrt 1991 wurde er hinter dem Sieger Dag Erik Pedersen Dritter und holte einen Etappensieg. 
Seinen letzten Sieg als Radprofi holte er auf einer Etappe der Cinturón Ciclista Internacional a Mallorca 1997. In den Rennen der UCI-Straßen-Weltmeisterschaften 1992 und 1994 schied er aus, 1993 wurde er 51. Im Giro d’Italia 1989 schied er aus.